# Synallaxis rutilans
A Synallaxis rutilans a madarak (Aves) osztályának verébalakúak (Passeriformes) rendjébe és a fazekasmadár-félék (Tyrannidae) családjába tartozó faj.

## Rendszerezése
A fajt Coenraad Jacob Temminck holland arisztokrata és zoológus írta le 1843-ban.

## Alfajai
- Synallaxis rutilans amazonica Hellmayr, 1907
- Synallaxis rutilans caquetensis Chapman, 1914
- Synallaxis rutilans confinis Zimmer, 1935
- Synallaxis rutilans dissors Zimmer, 1935
- Synallaxis rutilans omissa Hartert, 1901
- Synallaxis rutilans rutilans Temminck, 1823
- Synallaxis rutilans tertia Hellmayr, 1907[2]

## Előfordulása
Dél-Amerikában, Bolívia, Brazília, Ecuador, Francia Guyana, Guyana, Kolumbia,  Peru, Suriname és Venezuela területén honos. Természetes élőhelyei a szubtrópusi vagy trópusi síkvidéki esőerdők. Állandó, nem vonuló faj.

## Megjelenése
Testhossza 14 centiméter, testtömege 15–22 gramm.

## Életmódja
Ízeltlábúakkal táplálkozik.

## Szaporodása
Gömbölyű fészkét gallyakból készíti hosszú vízszintes bejárattal. Fészekalja 3-4 tojás.

## Természetvédelmi helyzete
Az elterjedési területe rendkívül nagy, egyedszáma ugyan csökken, de még nem éri el a kritikus szintet. A Természetvédelmi Világszövetség Vörös listáján nem fenyegetett fajként szerepel.